# 김종혁 (2002년)

## 클럽 경력
김종혁은 가톨릭관동대학교에서 대학 축구를 마치고, 2025년 안산그리너스 FC에 입단하여 프로 무대에 진출하였다. 대학 시절에는 안정적인 리딩 능력과 순발력을 바탕으로 팀의 주전 골키퍼로 활약했다.

## 프로 데뷔
2025시즌 현재 K리그2에서 공식 출전 기록은 없으며, 주로 후보 명단에 포함되어 경험을 쌓고 있다.

## 특징
187cm의 키와 81kg의 체중을 기반으로 한 안정적인 체격 조건을 갖춘 골키퍼다. 리딩 능력과 반사 신경이 강점이며, 대학 시절부터 수비 라인을 지휘하는 능력에서도 좋은 평가를 받아왔다.

## 기타
2025년 6월 14일 생일을 맞아 구단 SNS 채널을 통해 축하 메시지를 받았으며, 팀 내 막내급 골키퍼로 기대를 받고 있다.